# Stenkiste (ligkiste)
|  | Stenkiste kan også betyde en rende bygget i sten under en vej - se mere herom |
En stenkiste er en ligkiste bygget af sten, typisk i bronzealderen. De findes primært i de store og højest beliggende gravhøje (se Hohøj , Stabelhøje  og Jelshøj), der blev bygget som gravsted for de rige og høvdingene og hans familier.
I yngre bronzealder (1000 - 500 f. Kr.) blev ligene afbrændt inden de blev anlagt i stenkisterne (se Egehøj)
- Wikimedia Commons har flere filer relateret til Stenkiste (ligkiste)

- Wikimedia Commons har flere filer relateret til Stenkister i Danmark